# Maximilian Bernhard Leopold von Skrbensky
Maximilian Bernhard Leopold von Skrbensky (auch Skrbenski von Hrzistie) (geb. um 1730 in Schlesien; gest. Februar 1785) war ein preußischer Landrat.

## Leben
Maximilian Bernhard Leopold von Skrbensky war ein Sohn von Erdmann Jaroslav von Skrbensky und dessen Ehefrau Charlotte Elisabeth, geb. von Legat. 1743 wurde er in das Joachimsthalsche Gymnasium aufgenommen. Nach Ende des Schulbesuchs immatrikulierte er sich im April 1747 an der Universität Frankfurt/Oder. 1754 wurde er Auskultator bei der Breslauer Kammer. Mittels Ordre vom 2. Mai 1756 wurde er zum Nachfolger seines Vaters als Landrat des Kreises Pleß ernannt. Das Amt übte er bis 1785 aus, sein Nachfolger wurde Johann Albrecht von Roeder.

## Persönliches
Maximilian Bernhard Leopold von Skrbensky war Erbherr auf Goldmannsdorf und Golkowitz und war mit einer geborenen von Warlowski verheiratet.

## Schriften
- Maximilian Bernard Leopold Skrbenski von Hrzistie: Ius liberorum separatorum, Dissertatione Academica, Präside Johann Gottlieb von Hackemann. 1750, S. 24 (digitale-sammlungen.de [abgerufen am 22. Juni 2024]). OCLC 165118012